# 最悪の選択
『最悪の選択』（原題:Calibre）は2018年に配信されたイギリスのスリラー映画である。監督はマット・パーマー、主演はジャック・ロウデンとマーティン・マッキャンが務めた。

## ストーリー
スコットランド。マーカスは旧友のヴォーンと連れだってハイランド地方の田舎町に出かけた。現地に着いた2人は酒場に向かい、そこで地元の有力者であるローガン・マックレイに出会った。その後、2人は若い女性（カラとイオナ）と意気投合した。マーカスがカラを連れ出そうとしたところ、ある男が「その女は危険だ」と言ってきたが、マーカスはそれを意に介さなかった。2人きりになったヴォーンとイオナは良い雰囲気になったが、婚約者の存在を思い出したヴォーンは一線を越えることなく酒を飲み続けた。
翌朝、2人は二日酔いで体調がすぐれない状態にあったが、そのまま狩猟に出かけた。牝鹿を発見したヴォーンはすぐさま銃を構えて発砲したが、鹿に逃げられてしまった。ところが、ここで予期せぬ事態が起こった。牝鹿の後ろには少年がおり、銃弾が彼に当たってしまったのである。近くにいた少年の父親は激怒してヴォーンに銃口を向けたが、その様子を見たマーカスによって射殺されてしまった。ヴォーンは警察に自首しようとしたが、殺人犯として逮捕されることを恐れたマーカスはそれを押しとどめた。2人は死体を隠した後、直ちにその場から離れた。道中、2人はガソリンスタンドに立ち寄った。店員から「狩りをしているのは貴方たちだけです」と言われたマーカスはひどく狼狽した。他の狩猟者に罪をなすりつけるつもりでいたからである。2人は闇夜に紛れて死体を埋めるしか罪を逃れる道はないと確信した。
町に戻った2人はローガンからディナーの招待を受けた。地元の衰退を嘆くローガンはマーカスに「事業を誘致できないか」と相談したが、マーカスにも再活性化のアイデアは思い浮かばなかった。その夜、2人は死体を埋めに出かけた。マーカスは死体から銃弾を取り除き、万一死体が発見されたとしても事故に見えるように偽装した。夜明け前に2人は宿に戻ったが、その様子を宿の経営者の息子が目撃していた。
翌日、2人はすぐさま町を離れようとしたが、ローガンの弟、ブライアンがマーカスのジープのタイヤに傷をつけたため、足止めを食らうことになった。ブライアンはマーカスがカラとベッドを共にした挙げ句、彼女にコカインを手渡したことで怒り狂っていたのである。2人はタクシーで帰ろうとしたが、町唯一のドライバーは泥酔していた。その後、マーカスはブライアンの謝罪を受けた。その頃、ヴォーンはイオナとアル（ローガンの弟）と話す中で、自分たちが殺したのはローガンの甥と義理の弟であったことを知った。「ローガンの甥っ子が行方をくらませた」という話を聞きつけたマーカスは「失踪した2人はどうなった」と口走ってしまった。その結果、アルから疑いの目で見られるようになった。
しばらくして、町人たちは2人の遺体を発見した。逮捕を恐れたマーカスとヴォーンは逃走したが、ヴォーンは町人に捕まってしまった。ヴォーンから真実を聞いたブライアンは2人を殺すべきだと主張したが、ローガンがそれを押しとどめた。彼には腹案があったのである。

## キャスト
- ジャック・ロウデン - ヴォーン (近藤隆)
- マーティン・マッキャン - マーカス (川本成)
- トニー・カラン - ローガン・マックレイ (青山勝)
- イアン・ピリー - ブライアン・マックレイ (仲野裕)
- ケイト・ブラッケン - イオナ
- キティ・ロヴェット - カラ
- カル・マカニンク - アル・マックレイ (早川毅)
- キャメロン・ジャック - フランク・マックレイ
- ドナルド・マクリアリー - グラント・マックレイ
- コナー・マッキャロン - ドナルド (渡部俊樹)
- その他の日本語吹き替え‐阿部彬名、菊池通武、島田岳洋、武井和歩、三井好美、松岡正法、橘えみり

## 製作・公開
マット・パーマー監督は本作の脚本の執筆に9年を費やした。
2016年11月、本作の主要撮影がスコットランドで始まった。2018年5月、Netflixが本作の全世界配信権を獲得したと報じられた。6月22日、本作はエディンバラ国際映画祭でプレミア上映され、同映画祭の最優秀英国作品賞に選出された。

## 評価
本作は批評家から好意的に評価されている。映画批評集積サイトのRotten Tomatoesには14件のレビューがあり、批評家支持率は93%、平均点は10点満点で7.4点となっている。また、Metacriticには7件のレビューがあり、加重平均値は76/100となっている。